# Batalha de Klushino
A Batalha de Klushino, ou Batalha de Kłuszyn, ocorreu em 4 de julho de 1610, entre as forças da Commonwealth Polaco-Lituana e do Czarado da Rússia durante a Guerra Polaco-Russa (1609–1618), parte da Época das Perturbações na Rússia. A batalha aconteceu próximo à vila de Klushino (em polonês/polaco: Kłuszyn), nas proximidades de Smolensk (polonês: Smoleńsk). Apesar da inferioridade numérica, as forças polaco-lituanas obtiveram uma vitória decisiva, atribuída à competência tática do hetman Stanisław Żółkiewski e à eficácia dos hussardos poloneses, elite do exército do Reino da Polônia. É considerada uma das maiores vitórias da cavalaria polonesa.

## Antecedentes
Em 1610, diante do avanço polaco-lituano, Rússia e Suécia formaram uma aliança e lançaram a Campanha de De la Gardie. Um exército russo liderado pelo príncipe Dmitry Shuisky marchava rumo à fortaleza sitiada de Smolensk, mas foi interceptado pelas forças polaco-lituanas. Shuisky dividiu seu exército em unidades menores.
Cerca de 12 000 soldados da Commonwealth sob Żółkiewski enfrentaram uma força russa avançada de 8 000 homens sob Grigory Valuyev, tentando atacá-los no amanhecer de 24 de junho, mas os russos se fortificaram em Tsaryovo-Zaymishche. Cercados, os russos esperavam pela força principal de Shuisky, com cerca de 35 000 homens. Ignorando o tamanho real da força inimiga, Shuisky não foi alertado sobre o confronto. Żółkiewski, confiando em seus hussardos, decidiu atacar. Em 3 de julho, deixou parte das tropas no cerco e levou as unidades móveis contra Shuisky.

## Forças opostas
Os polaco-lituanos contavam com 6 500–6 800 soldados, sendo 5 500 hussardos alados, sob comando de Żółkiewski. Enfrentaram cerca de 30 000 russos liderados por Dmitry Shuisky, Andrey Galitzine e Danilo Mezetsky, além de 5 000 mercenários (flamengos, franceses, irlandeses, alemães, espanhóis, ingleses e escoceses) sob Jacob De la Gardie. Considerando tropas fora de combate, eram 12 300 da Commonwealth contra 48 000 sob comando russo. A Commonwealth dispunha de dois canhões, e os russos de 11.

## Batalha

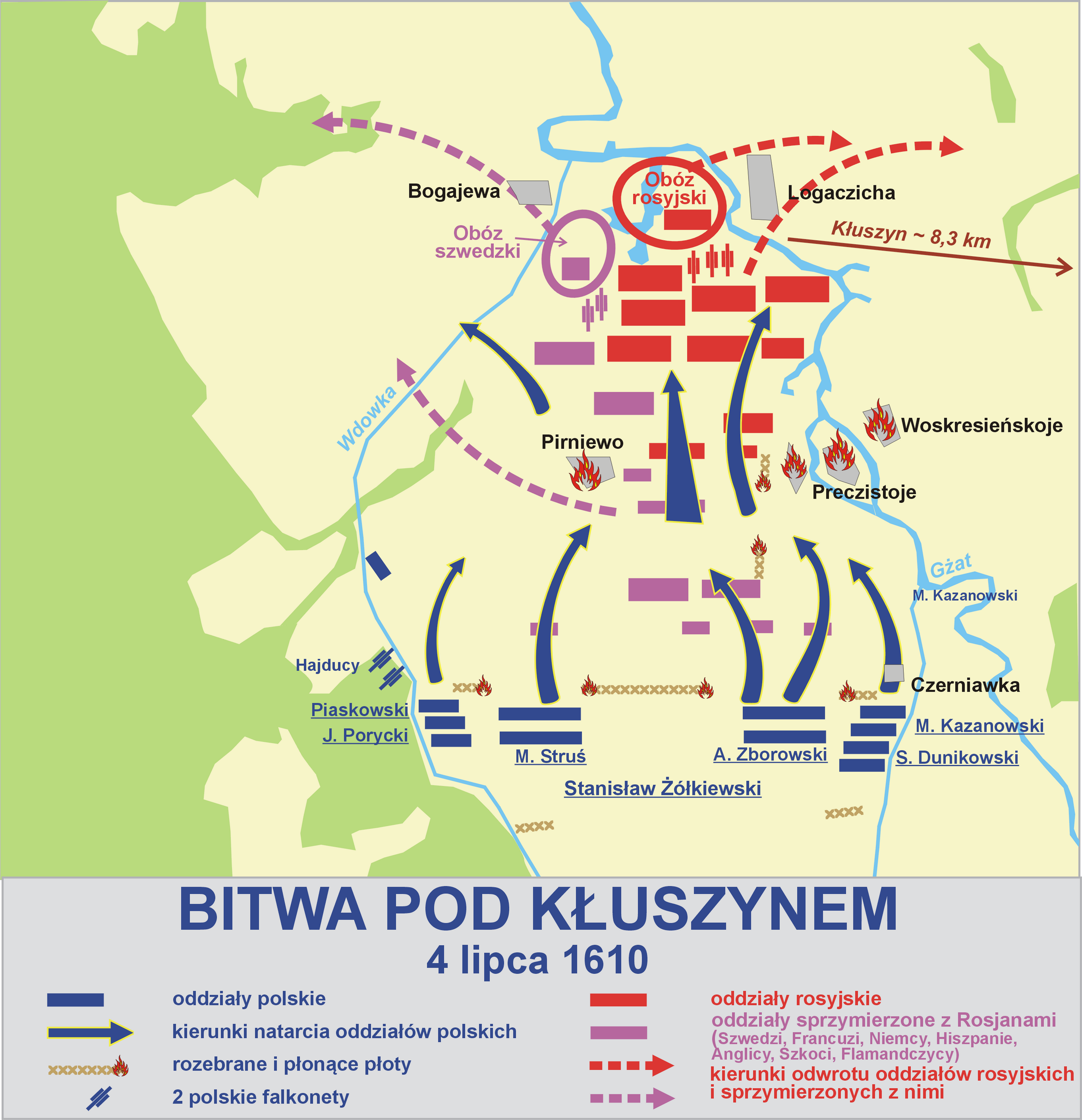
Mapa da batalha

Segundo Leszek Podhorecki, os exércitos se encontraram à noite. Żółkiewski organizou suas tropas, permitindo também a preparação russa. Mirosław Nagielski sugere que os poloneses atacaram de surpresa.
Os russos se posicionaram com mercenários à direita e tropas russas ao centro e esquerda. Infantes russos estavam protegidos por cercas de vilarejo, com cavalaria na retaguarda. A artilharia russa, no acampamento, não participou. Os poloneses consistiam majoritariamente de cavalaria (hussardos), com 400 companheiros blindados na ala esquerda. Outros 200 infantes e dois canhões chegaram depois.
O campo era plano, cortado por cercas, permitindo carga apenas por brechas estreitas. A batalha começou antes do amanhecer. Os hussardos tentaram romper as defesas russas com sucessivas cargas. Samuel Maskiewicz relatou 8 a 10 cargas. As defesas, contudo, resistiram.
Shuisky contra-atacou com reiters, mas a tática de caracole falhou quando os hussardos os atacaram corpo a corpo. A ala esquerda russa colapsou, levando ao recuo. A direita resistiu até ser derrotada; mercenários lutaram por horas. Com a chegada da infantaria polonesa e da artilharia, os mercenários recuaram para seu acampamento fortificado.
A Commonwealth cercou os dois acampamentos. Żółkiewski negociou com os mercenários, que se renderam sob condições favoráveis. Alguns se alistaram no exército polaco-lituano.

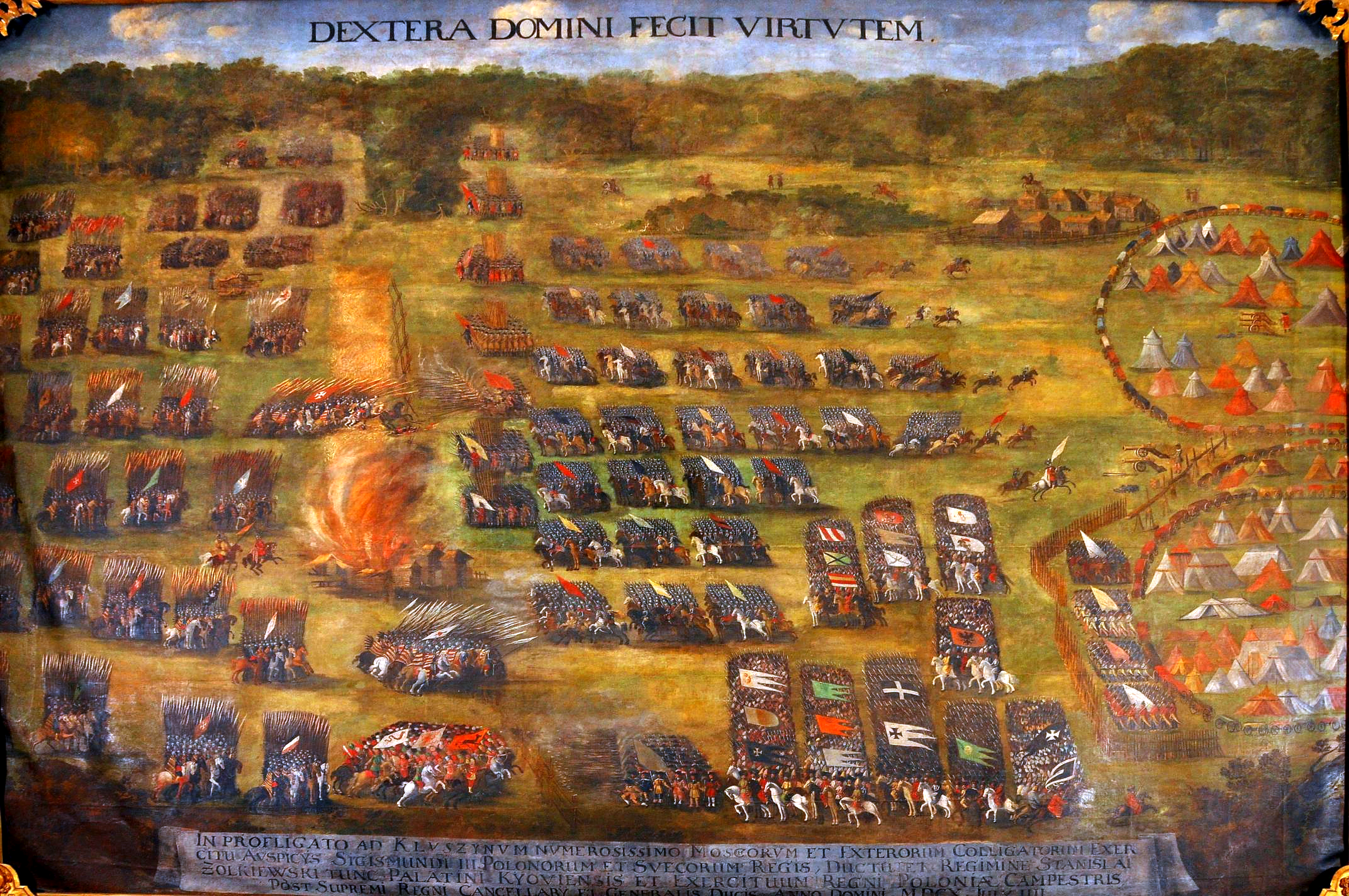
Batalha de Klushino (1620), de Szymon Boguszowicz

## Consequências
A força russa principal recuou. Żółkiewski não os perseguiu de imediato, preferindo pilhar o campo. Nagielski relata que houve perseguição e milhares de baixas. Os poloneses capturaram artigos de luxo, 11 canhões russos e estandartes.
A batalha durou cerca de cinco horas. Estima-se que os suecos perderam entre 200 a 2 000 homens; os russos, cerca de 2 000. Os poloneses tiveram 80 mortos e 100 feridos segundo Radosław Sikora. Outra estimativa: 5 000 baixas russas e 400 polonesas.
Após a batalha, Vasili IV foi deposto pelos Sete Boiares e Żółkiewski entrou em Moscou sem oposição. Władysław IV Vasa foi proclamado tsar pelos boiares, mas nunca assumiu o trono efetivamente. A guarnição polaco-lituana em Moscou se rendeu um ano depois.

A Batalha de Klushino é lembrada no Túmulo do Soldado Desconhecido com a inscrição "KŁUSZYN – MOSKWA 2 VII – 28 VIII 1610".